# Апопий, Виктор Владимирович
Ви́ктор Влади́мирович Апопи́й (укр. Ві́ктор Володи́мирович Апопі́й; 6 сентября, 1940, Тарасовцы, Черновицкая область — 14 августа, 2020, Львов) — украинский учёный-экономист, доктор экономических наук, профессор, заслуженный работник образования и науки Украины, специалист в области внутренней торговли и потребительской кооперации, один из основных авторов концепций развития потребительской кооперации на Украине и развития внутренней торговли на Украине, главный редактор научного журнала «Торговля, коммерция, предпринимательство».

## Биография

### Первые годы
Виктор Апопий родился 6 сентября 1940 года в селе Тарасовцы. В 1967 году с отличием окончил Львовский торгово-экономический институт по специальности «Товароведение и организация торговли непродовольственными товарами», с 1971 года на преподавальской работе в институте.

### Трудовая деятельность
В 1972 году защитил диссертацию, поданную на получение степени кандидата экономических наук на тему «Экономические связи торговли и сельского хозяйства в условиях агропромышленной интеграции», выполненную в аспирантуре при кафедре организации торговли того же института. В 1984 году получил звание доцента, в 1990 году — профессора. В 1999 году назначен проректором по научной работе Львовской коммерческой академии. В 2008 году защитил докторскую диссертацию на тему «Внутренняя торговля и АПК Украины: теория и практика экономического взаимодействия». С июня 2009 года занимает пост заведующего кафедры коммерческой деятельности и предпринимательства Львовской коммерческой академии.
Является председателем докторского специализированного учёного совета Д 35.840.01 Львовской коммерческой академии (научные специальности 08.00.03 и 08.00.04).

### Результаты научной деятельности
В 1991 году при непосредственном участии Виктора Апопия была разработана система отношений в сфере товарного обращения на Украине. В 1992-1993 гг. проведена программа коммерциализации и приватизации торговых объектов Львовской области, а в 1995-1999 гг. комплексная программа социально-экономического развития области, концепция развития торговли и сферы услуг региона.
На общеукраинском уровне научные разработки легли в основу формирования Концептуальных положений развития потребительской кооперации Украины, Концепции развития внутренней торговли Украины, Программы развития рыночной торговли, Концепции развития национального кооперативного движения (1998), а также ряда других законов Украины, указов Президента Украины и постановлений Кабинета Министров Украины.
Учебник укр. «Комерційна діяльність на ринку товарів та послуг» (2002) под редакцией Виктора Апопия является первым на Украине изданием по данной проблематике. Результаты научной работы учёного вошли в состав «Экономической энциклопедии Украины».

## Основные публикации
- Апопій В. В., Бабенко С. Г. , Гончарук Я. А., Антонюк Я. М., Балабан П. Ю., Дудла А. А. Комерційна діяльність на ринку товарів та послуг : Підручник / за ред. В. В. Апопія. — Київ: НМЦ Укоопосвіта, 2002. — 458 с. — ISBN 966-7568-25-3.
- Апопій В. В. Внутрішня торгівля та АПК України: ефективність взаємоді // Внутрішня торгівля та АПК України: ефективність взаємоді / В. В.Апопій. — монографія. — Львів: Видавництво ЛКА, 2007. — 368 с. — ISBN 978-966-8561-97-9.
- Апопий В. В. Система связей потребительской кооперации в АПК / В. В.Апопий. рец. В. А. Матусевич. — монография. — Москва: Экономика, 1986. — 166 с. — 5000 экз.
- Апопій В. В., Бабенко С. Г., Бесчасний Л. К., Лукінов І. І. та ін. Підвищення ролі споживчої кооперації в АПК // Споживча кооперація України: Проблеми сучасного розвитку. Ринкова орієнтація споживчої кооперації України. — монография. — Львів: Видавництво «Коопосвіта», 1994. — Т. 1. — 366 с.
- Апопій В. В., Башнянін Г. І., Ващишин А. М. та інші. Структурні трансформації в системі торгівлі // Економічні системи / За ред. Г. І. Башнянина. — Львів: Видавництво ЛКА, 2006. — Т. 1. — 484 с.

## Награды и достижения
- Орден Дружбы народов[5]
- Знак «Отличник образования»[5]
- Заслуженный работник образования и науки Украины[3]
- Заслуженный профессор Львовской коммерческой академии